# خوان جبريل رودريغيز
خوان جبريل رودريغيز (بالإسبانية: Juan Gabriel Rodríguez) (28 فبراير 1994 في الأرجنتين - ) هو لاعب كرة قدم أرجنتيني في مركز الدفاع. لعب مع ريفر بليت.

## وصلات خارجية
- خوان جبريل رودريغيز على موقع قاعدة بيانات كرة القدم.إي يو (الإنجليزية)
- خوان جبريل رودريغيز على موقع Soccerway.com (الإنجليزية)